# Empire Earth
Empire Earth és un videojoc d'estratègia en temps real de construcció d'imperis desenvolupat per Stainless Steel Studios, i publicat per Sierra Entertainment el novembre del 2001. N'hi ha dues seqüeles: Empire Earth II, publicada l'abril del 2005 i Empire Earth III.
El joc presenta nombroses novetats, així com els herois, la construcció de diverses meravelles amb funcions especials, i la possibilitat de jugar en totes les èpoques, des de la prehistòria fins al futur.
Una expansió fou desenvolupada per Mac Doc Software anomenada Empire Earth: The Art of Conquest, que fou llançada el 17 de setembre del 2002. Aquesta expansió hi afegí noves característiques com poders especials per a cada civilització, i una nova quinzena època, titulada Space Age (era espacial), enfocada en la colonització d'altres planetes.

## Recursos
- Menjar: s'empra per produir les unittats dels quartes, estables, temples, fàbriques i laboratoris cibernètics i capitolis. S'obté de prats de conreu, de la caça, de granges o de vaixells pesquers.
- Fusta: s'empra principalment per a la construcció d'edificis i per a produir arquers. S'obté de la tala de boscos.
- Pedra: s'empra, juntament amb la fusta, per a la construcció d'edificis, és el principal recurs per a les torres i murs. S'obté de les pedreres.
- Or: s'empra per a la producció d'arquers, cavalleria, armes d'assetjament, avions... S'obté de mines.
- Ferro: s'empra per a la construcció d'avions, la producció d'infanteria, robots i alguns vehicles. S'obté com la pedra o l'or.

## Campanyes
El joc té quatre campanyes diferents, i representa al llarg d'elles pràcticament tota la història de la humanitat. Com molts altres videojocs d'estratègia en temps real, Empire Earth té campanyes d'un únic jugador. Per guanyar una campanya cal guanyar-ne tots els escenaris. Els escenaris i campanyes estan basats en batalles i fets militars de la història humana.
- Campanya d'aprenentatge: la primera campanya a l'Empire Earth és la campanya d'aprenentatge. En aquesta campanya és on s'ensenya als jugadors com cal emprar els controls i les opcions del joc. Aquesta campanya està inclosa tant en la versió original com en el paquet d'expansió. No és pas necessària de jugar en ordre, i es divideix en dos escenaris. El primer escenari tracta de l'expansió de Fenícia i el segon, del creixement de l'Imperi Bizantí.

Les missions són les següents:
- - Els primers fenicis (3000-2000 aC)
  - La ciutat insular de Tir (2000-1100 aC)
  - La colònia de Gades (1100-1000 aC)
  - El naixement de Cartago (814-750 aC)
  - Una nova capital a Orient (320-350 dC)
  - La crisi del primer emperador (400-405 dC)
  - La tornada a Occident (530-550 dC)
  - La glòria de l'Era Bizantina (536-800 dC)

- Campanya grega: se centra en l'antiga Grècia. Cinc dels escenaris, d'un total de vuit, estan enfocats en el creixement de rècia. La història tracta dels pobles indoeuropeus primitius d'aquest país, la Guerra de Troia, l'esplendor d'Atenes i els primers anys de la Guerra del Peloponès. Posseeix escenes fictícies com l'entrega del Cavall de Troia als aqueus. La segona part se centra en la vida d'Alexandre el Gran. El sisè escenari tracta sobre l'atac d'Alexandre a les revoltes de Tebes i Atenes. El següent escenari tracta de la batalla del Grànic, la Batalla d'Issos i el setge de Tir. L'escenari final és la batalla de Gaugamela, la captura de Babilònia, i la batalla de les portes perses, un encreuament en la muntanya que porta a Persèpolis, la capital cerimonial de Pèrsia. La campanya finalitza quan Alexandre i el seu exèrcit irrompeixen a Persèpolis i Alexandre n'escapa en un intent d'assassinat, mentre visitava la tomba de Xerxes I.

Les missions són les següents:
- - Els primers pobles de l'Hèl·lade (10000-2000 aC)
  - Guerrers del mar (2000-1500 aC)
  - La guerra de Troia (1300-1100 aC)
  - L'ascens d'Atenes (1000-500 aC)
  - Les guerres del Peloponès (427-404 aC)
  - El jove Alexandre (336-334 aC)
  - El naixement d'un conqueridor (334-332 aC)
  - El lament d'Alexandre (332-330 aC)

- Campanya anglesa: aquesta campanya tracta dels enfrontaments entre els anglesos i els francesos per la superioritat a Europa. Els tres primers escenaris, d'un total de vuit, són sobre Guillem I d'Anglaterra, la seva victòria contra la rebel·lió de barons amb l'ajut d'Enric I de França el 1047 i la batalla de Hastings el 1066. Els següents tres escenaris prenen lloc enmig de la Guerra dels Cent Anys entre Anglaterra i França; Eduard, el Príncep Negre, i les seves incursions a França són destacades en el quart i cinquè escenari. El sisè escenari tracta de la història d'Enric V d'Anglaterra, algunes parts basades en l'obra de William Shakespeare. La primera part és el malestar intern dels lolards. Per acabar amb el seu llegat, les seves esglésies requereixen ser destruïdes i John Oldcastle ser capturat o assassinat. La segona part porta el jugador a França, on Harfleur s'ha de sotmetre per guanyar un equilibri. Finalment, la batalla d'Agincourt es mostra en el joc. Els dos escenaris següents són conduïts per Arthur Wellesley, primer duc de Wellington, enfrontant-se als francesos sota el comandament de Napoleó Bonaparte. El primer escenari s'ocupa de la batalla de Roliça i del resultant Convenció de Sintra, de la Batalla de Talavera, i de conduir Napoleó fora d'Espanya. L'últim escenari en la campanya anglesa és la batalla de Waterloo.

Les missions són les següents:
- - La tornada del jove Guillem (1040)
  - Guillem, duc de Normandia (1047)
  - La batalla de Hastings (1066)
  - Comença la Guerra dels Cent Anys (1340-1346)
  - El Príncep Negre (1356)
  - La nostra germandat (1414-1415)
  - La guerra contra Napoleó (1808-1814)
  - La batalla de Waterloo (1815)

- Campanya alemanya: en aquesta campanya els primers quatre escenaris prenen lloc durant la Primera Guerra Mundial i exhalten la figura del Baró Vermell, Manfred von Richthofen. El jugador segueix Richthofen en els seus primers anys d'aviació. En la primera missió cal dirigir Richthofen a un lloc segur, després que sigui derribat sobre Polònia el 1914, tot i que les subsegüents missions Richthofen és un personatge secundari. En les següents tres missions el jugador protegeix embarcacions de materials de guerra cap a Alemanya, i dirigeix les forces alemanyes en la batalla de Verdun i en la del Somme. Els següents tres escenaris prenen lloc a la Segona Guerra Mundial. El primer escenari és la conquesta de Polònia, Dinamarca, Noruega i França. Els dos següents nivells presenten els escenaris de la batalla d'Anglaterra i la mai executada Operació Lleó Marí, respectivament.

Les missions són les següents:
- - La cavalleria de l'aire (estiu del 1915)
  - Oferta i demanda (hivern 1915-1916)
  - El Baró Vermell (primavera del 1916)
  - El riu Somme (1918)
  - Blitzkrieg (1939-1940)
  - Els preparatius per a la invasió (1940)
  - Operació Lleó Marí (1941)

- Campanya russa: aquesta campanya està situada en un futur de ciència-ficció, narra la història del resorgiment de la Unió Soviètica com a Rússia Nòvaia (Новая Россия). Aquesta campanya militar comença l'any 2018 i és dirigida pel líder rus Grigor Stoianovitx. Poc abans de morir el 2064 Grigor nomena com successor seu Grigor II, un robot gegant. Sota el seu lideratge, Rússia Nòvaia conquereix tot el món, però comet grans atrocitats, entre elles matar el seu propi poble per suposadament cercar la pau quan un general renegat anomenat Sergei Molotov empra una màquina del temps per tornar al passat (a la primera missió de la campanya), i impedir el sorgiment de Rússia Nòvaia des de l'arrel. Tanmateix, Grigor II també viatja al passat per impedir que l'alteri; al final, Molotov acaba matant Grigor per impedir la seva successió al poder però alhora ell mateix també mor en canviar el passat i, per tant, també canvia un futur en el qual mai existirà.

Les missions són les següents:
- - El cocodril (2018)
  - Rússia Nòvaia (2035)
  - Canvi de guàrdia (2064)
  - La joia d'Orient (2092)
  - Un penediment (2097)
  - Un mal cas de déjà vu (2018)